# آزادماهی دانوب
آزادماهی دانوب (Hucho hucho) گونه‌ای از ماهیان آب شیرین از خانواده آزادماهیان است.
آزادماهی دانوب فقط در رود دانوب و رودخانه‌های منتهی به آن یافت می‌شود. این ماهی نیاز به آب سرد و اکسیژن فراوان دارد. بستر رودخانه در مناطقی که این ماهی زندگی می‌کند از سنگ‌ریزه و قلوه‌سنگ پوشیده شده‌است.
آزادماهی دانوب هم‌اینک با انقراض تهدید می‌شود.

## ویژگی‌ها
بدن کشیده و تقریباً استوانه‌ای شکل، پشت قهوهای یا سبز متمایل به خاکستری، طرفین بدن مانند مس قرمزرنگ و شکم به رنگ سفید است. صفحه ومریا تیغه‌ای در قسمت خلفی دارای ۴-۸ ردیف دندان است که به صورت نیم دایرهای قرار گرفته اند.
این ماهی در ۵ سالگی ۷۰ سانتی متر طول و ۲-۳ کیلوگرم وزن دارد حداکثر طول و وزن بدن در این ماهی در سن ۱۵ سالگی به اندازه ۱۵۰ سانتی‌متر و ۵ کیلوگرم مشاهده می‌شود.
آزادماهیان دانوب از بچه‌ماهیان و قورباغه تغذیه می‌کنند.

## زاد و ولد
تخم‌ریزی آزادماهی دانوب از اواخر اسفند آغاز و در اواخر فروردین به پایان می‌رسد. این ماهی برای تخم‌ریزی محل امنی در رودخانه دانوب یا رودخانه‌های اطراف آن جستجو می‌کند.جنس ماده در بستر رودخانه یک گودال حفر کرده، تخم‌ها را درون آن می‌ریزد، پس از آنکه جنس نر آنها را بارور ساخت جنس ماده با شن ماسه نرم بستر رودخانه، روی آنها را می‌پوشاند.تعداد تخم‌ها ۲۵-۳۰ هزار عدد است که تقریباً در ازای هر کیلوگرم وزن بدن جنس ماده ۱ هزار عدد تخم می‌توان در نظر گرفت. قطر تخم‌ها ۵ میلی متر و دوره انکوباسیون در دمای آب ۸-۱۰ درجه سانتی‌گراد تقریباً ۳۵ روز می‌باشد.
پس از ۱۹ روز در تخمها، چشم لارو نمایان می‌شود که به این حالت اصطلاحاً چشم‌زدگی تخم‌ها گویند. لاروها پس از خروج از تخم برای مدتی از کیسه زرده خود تغذیه می‌کنند و خود را بین سنگ‌های محل تخم ریزی مخفی می‌کنند. پس از اتمام از کیسه زرده، تغذیه فعال شروع می‌شود که در این حالت از جانوران کفزی تغذیه به عمل می‌آید.
رشد بچه‌ماهیان قابل توجه‌است به طوری که در اواخر یک سالگی طولی برابر با ۲۰ سانتی‌متر پیدا می‌کنند و در این هنگام از بچه ماهیان تغذیه می‌نمایند. آزاد ماهی دانوب در ۳-۴ سالگی به حد بلوغ می‌رسد.

## ارزش اقتصادی
مانند اکثر آزاد ماهیان کیفیت گوشت آن مطلوب و لذیذ است. امروزه آزادماهی دانوب کمتر یافت می‌شود.
دلایل کاهش نسل این ماهی در اثر کم شدن خانواده عقرب ماهیان است که غذای اصلی آنها را تشکیل می‌دهند. ولی به طور کلی عامل اصلی کاهش نسل آنها، ورود پساب‌های کارخانجات است که نه تنها باعث از بین بردن نسل این ماهی بلکه سایر ماهیان نیز شده‌است.